# Chaetonotus tempestivus
Chaetonotus tempestivus is een buikharige uit de familie Chaetonotidae. De wetenschappelijke naam van de soort werd in 1979 voor het eerst geldig gepubliceerd door Mock. De soort wordt in het ondergeslacht Chaetonotus geplaatst.